# Лозовое (Днепропетровская область)
Лозово́е (укр. Лозове́) — село,
Лозовский сельский совет,
Петропавловский район,
Днепропетровская область,
Украина.
Код КОАТУУ — 1223882001. Население по переписи 2001 года составляло 401 человек.
Является административным центром Лозовского сельского совета, в который, кроме того, входят сёла
Раздоры и
Росишки.

## Географическое положение
Село Лозовое находится в балке Первая Лозовая по которой протекает пересыхающий ручей с запрудами,
выше по течению на расстоянии в 0,5 км расположено село Раздоры,
ниже по течению на расстоянии в 0,5 км расположено село Росишки.

## История
- Село Лозовое основано осенью 1919 года выходцами из села Троицкое.
- В 1946 г. хутор Лозовой переименован в село Лозовое[2].

## Объекты социальной сферы
- Школа.
- Амбулатория.
- Дом культуры.

## Достопримечательности
- Братская могила советских воинов.